# Carollia
Carollia là một chi động vật có vú trong họ Dơi mũi lá, bộ Dơi. Chi này được Gray miêu tả năm 1838. Loài điển hình của chi này là Carollia braziliensis Gray, 1838 (= Vespertilio perspicillata Linnaeus, 1758).

## Hình ảnh

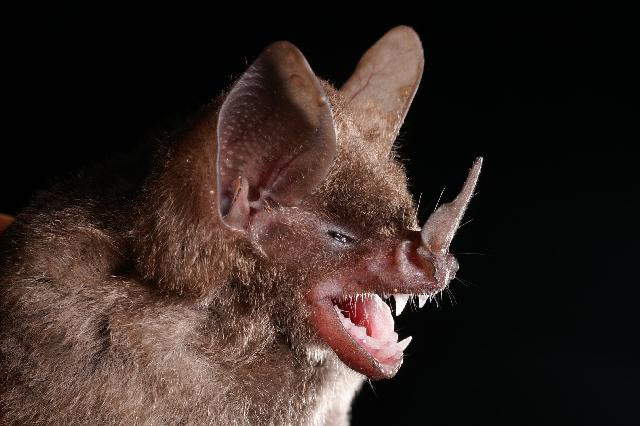
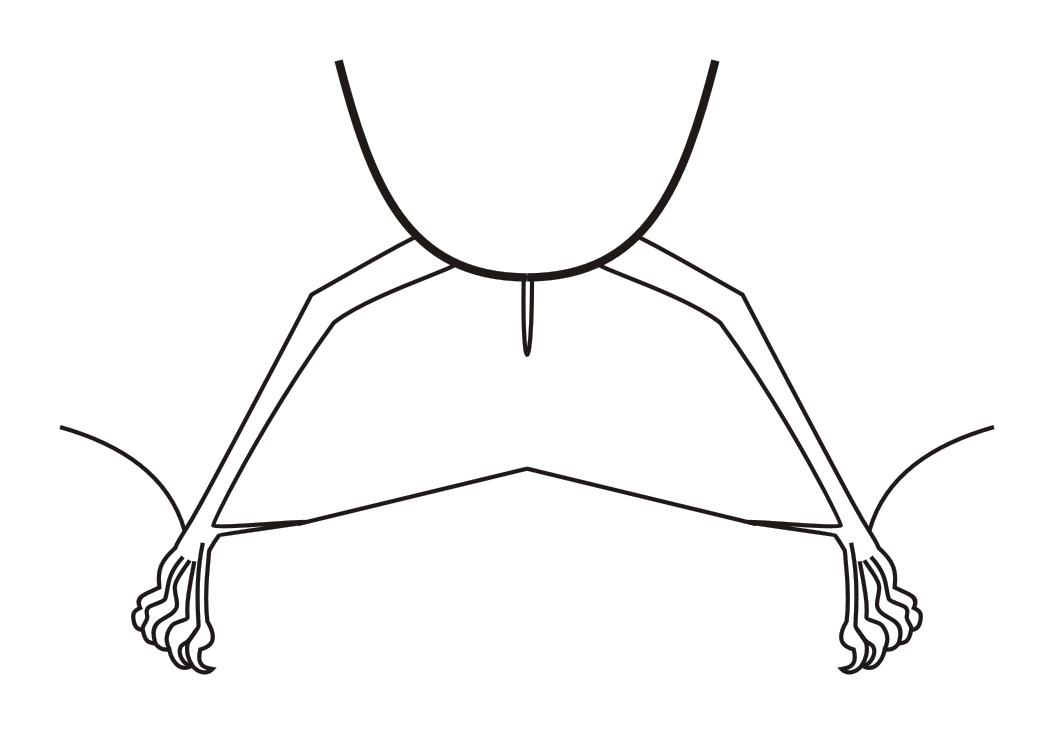
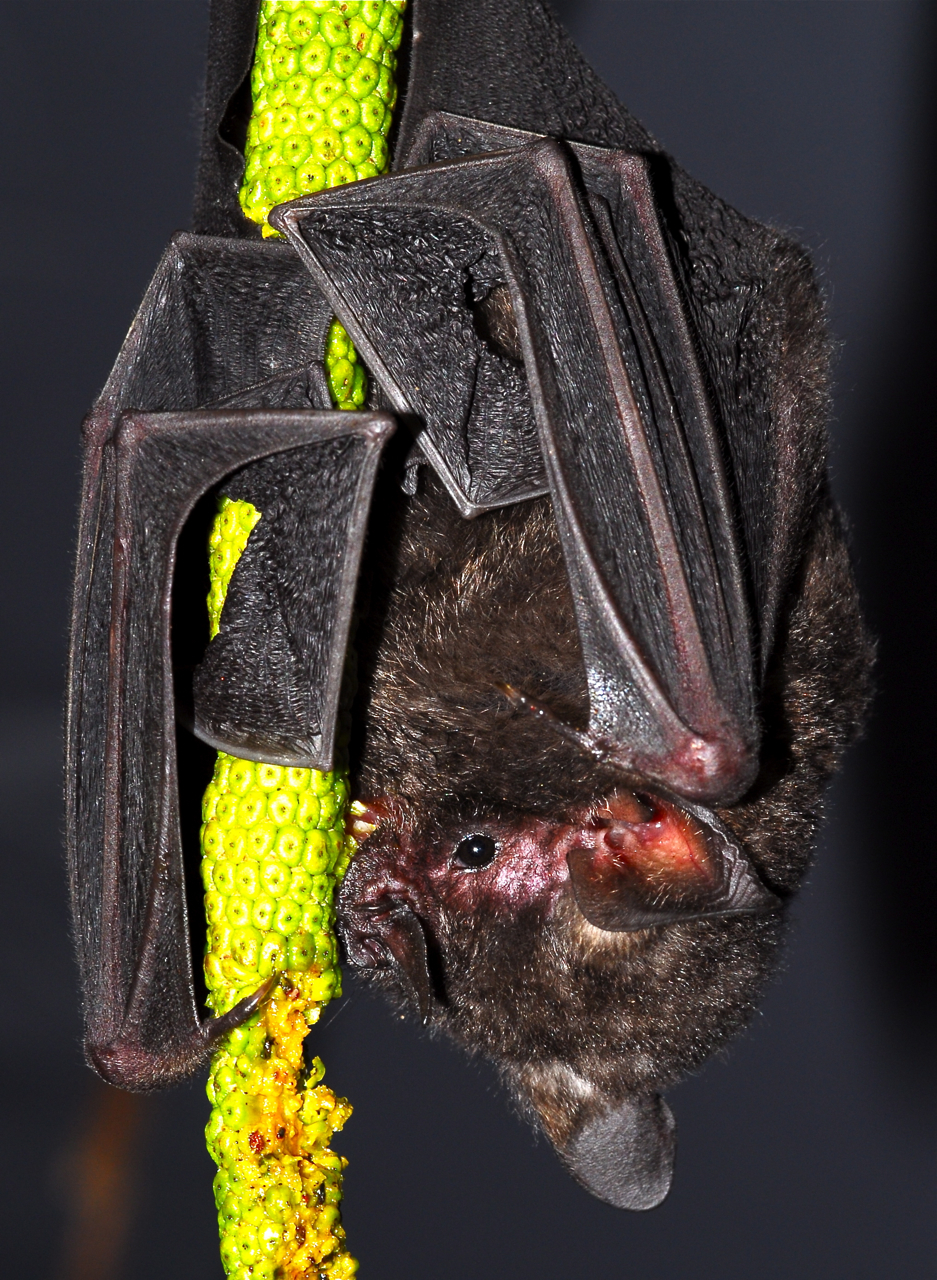
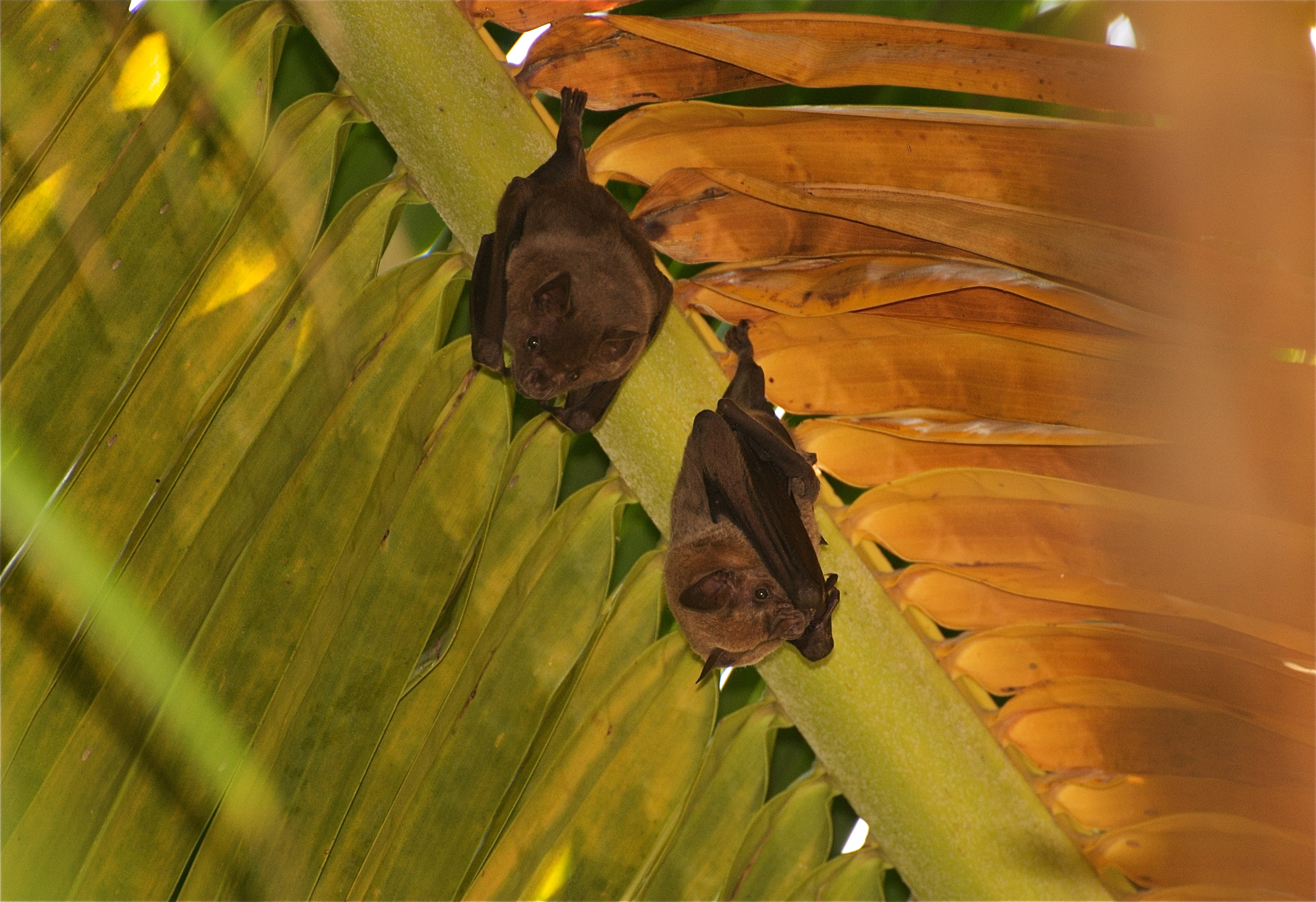

## Các loài
Chi này gồm các loài: